# DoPa

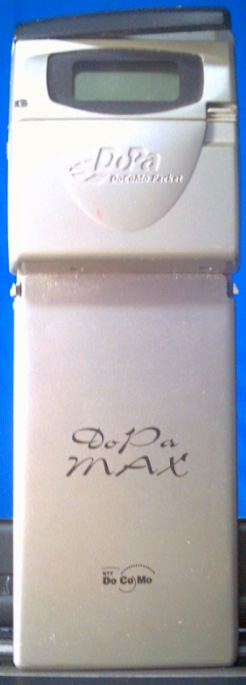
DoPa端末例・2881P パナソニック製 1999年

DoPa（ドゥーパ）は、かつて日本の携帯電話会社NTTドコモが提供していた第2世代の携帯電話を使った通信である、PDC (Personal Digital Cellular) 方式のパケット通信の名称である。Docomo Packetの略。

## 概要
DoPaと同じ第2世代通信方式、mova（ムーバ）のiモードもこのDoPaを使った通信を行っている。課金体系に大きな特徴があり、利用したパケット量によって課金される。movaのiモードや、テレメトリングに利用されることが多い。DoPa通信のみを行うシングル契約と、音声通話とパケット通信の双方を利用できる、デュアルプランと2種類あった。

## 歴史
DoPaは携帯電話通信のパケット通信の草分け的なものである。1997年3月にサービス開始され、対応端末「P301 HYPER」も同時発売された。当時の携帯電話では最速28.8Kbpsの通信速度を記録した。当時の携帯電話の通信の主流はRCR STD-27で、時間制課金が中心であったが、DoPaはパケット従量制課金であった。
1999年、PCMCIAスロットに差し込む方式のカードタイプ端末、DoPaMAX（ドゥーパマックス）2881Pや通信モジュール、MobileArk（モバイルアーク）9601Pが発売された。ただ当初はノートパソコンに接続して通信することが主流であった。
DoPaの通信が世に大きく広がったのは1999年のiモードの開始が始まってからである。あわせて、自動販売機の遠隔監視、GPSとDoPa用のモジュールを組み合わせた、車両管理システムといった仕組みも広がってきた。Exireと呼ばれる、DoPa内蔵のPDAも発売された。ただ、通信の主流が第3世代W-CDMA・HSDPAにうつり、2008年9月をもってDoPaシングル契約の新規受付は終了した。
2012年3月31日限りでのmovaサービスの終了に伴い、DoPaサービスも同日限りでの終了が、2009年1月30日に発表された。

## 通信の仕組み
通信プロトコルはレイヤー2でPPP、その上位層でTCP/IPまたはUDP/IPを使っており、LAN間通信を行うには非常に適していた。またTCP/IP通信を行っているため、通信の信頼性も高かった。ただそれゆえ、電波状態によっては、多くの制御パケットが発生し、通信速度を遅くすることにもつながった。
ただ当時、リモートアクセスサーバーが非常に高額であったため、ISDN回線を1回線用意すれば、複数のDoPa端末からネットワークに同時アクセスができるため、あまり大きなデータを使わない、テレメトリングでの利用に重宝された。
DoPa端末のLAN等に接続するためには、ビジネスmoperaアクセスプレミアムDoPaタイプといわれるリモートアクセスシステムをつかって、LAN接続を行うことが多い。この方法は発信者番号通知とDoPa端末自体に振られたIPアドレス、また端末の接続先限定といった、機能により認証され、当時としてはかなり高度なセキュリティーを確保していた。

## DoPa端末（iモード除く）
- P301
- N301
- P302
- N302
- P208
- N208
- F208
- D208
- N208S
- DoPa Max 2881P
- Mobile Ark 9601P
- Mobile Ark 9601D
- Mobile Ark 9601KO
- DoPaユビキタスモジュール
- Exire
- ExireⅡ

なお、504i - 505iS (downlink・28.8kbps/uplink・9600bps)、209i - 212i（downlink/uplinkともに9600bps）については、シングル契約も可能であり、かつデュアル契約でもPCパケット通信が可能である。これ以外のiモード端末（501i - 503iS、506i、213i、25xi等）では、iモード利用時のみ、パケット通信が可能で、パソコンなどの他の端末への接続によるパケット通信は出来ない。